# LE ROI SOLEIL
『LE ROI SOLEIL』（ロワ・ソレイユ）は、日本の歌手カヒミ・カリィの4枚目のミニアルバムである。1996年6月26日発売。発売元はポリスターのTrattoria。トラットリア・メニュー99。パリ移住前最後の作品。

## 収録曲
1. LE ROI SOLEIL (5:23)
作詞：モーマス、作曲・編曲：小山田圭吾
2. TAKE IT EASY MY BROTHER CHARLIE (3:40)
作詞・作曲：アストラッド・ジルベルト/デビッド・ジョーダン、編曲：小山田圭吾
ジョルジ・ベンジョールのカバー。
3. MA LANGUE AU CHAT (4:12)
作詞・作曲：カテリーヌ、編曲：バートランド・バーガラット
4. SON OF A GUN (3:30)
作詞・作曲：ユージン・ケリー/フランシス・ミッキー、編曲：小山田圭吾
ヴァセリンズのカバー。小山田圭吾とデュエット。
5. 若草の頃 ～A FANTASTIC MOMENT (DEMO VERSION) (3:11)
作詞：カヒミ・カリィ、作曲・編曲：小山田圭吾
1995年に発表したミニ・アルバム「LEUR L'EXISTENCE～「彼ら」の存在」収録「若草の頃」のデモ・ヴァージョン。小山田圭吾とデュエット。
6. ハミングがきこえる (3:27)
作詞：さくらももこ、作曲・編曲：小山田圭吾
アニメ「ちびまる子ちゃん」第4期オープニングテーマ。